# 聖家族と幼子洗礼者聖ヨハネ (ポントルモ)
『聖家族と幼児洗礼者聖ヨハネ』（せいかぞくとようじせんれいしゃせいヨハネ、露: Мадонна с Младенцем, святыми Иосифом и Иоанном Крестителем、英: oly Family with the Infant Saint John the Baptist）は、イタリア・マニエリスム期の画家ヤコポ・ダ・ポントルモが画業初期の1522-1523年ごろ、板上に油彩で制作した絵画である。かつては、同じくマニエリスム期の画家ロッソ・フィオレンティーノに帰属されていた。1923年、E. I. モルドヴィノワ (E. I. Mordvinova) 伯爵夫人のコレクションから取得され、サンクトペテルブルクのエルミタージュ美術館に所蔵されている。準備素描がフィレンツェのウフィツィ美術館の素描版画室 (Gabinetto dei Disegni e delle Stampe) に現存している。

## 作品
初期マニエリスムの代表的な画家で、アンドレア・デル・サルトの弟子であったポントルモは、引き伸ばされ誇張されたポーズの人体像の組み合わせや、明るい人工的な色彩を特徴とする画風を生み出した。本作は、その明るい色彩や神経の張りつめた表現などに、画家のそうした特徴を見ることができる特異な傑作である。
暗闇の中で中央の聖母マリアと幼子イエス・キリストは、とびぬけて高い明度と彩度を与えられており、エナメルのような光沢を帯びて浮かび上がっている。聖母の顔には、レオナルド・ダ・ヴィンチやラファエロなどのルネサンス絵画に見られた、穏やかな母性愛あふれる表情はない。聖母の顔は、個人の肖像画を思わせる、冷たく気位の高い貴婦人のように端然としている。
鑑賞者の視線は、ヒワ (イエス・キリストの「受難」の象徴) をもてあそんで楽しむ幼子イエスから、悲しみをたたえる聖母の顔へと流れ、諦めを示す聖ヨセフと幼児洗礼者聖ヨハネの顔へと移った後、十字架が浮かび上がる暗闇の中へと陥っていく。幼子イエスや、幼児洗礼者聖ヨハネの顔には、その微笑にもかかわらず不気味な不安が表されている。また、聖母に背を向ける聖ヨセフの姿には、救いのない寂寥感が漂っている。